# Yak-3 (航空機)
Yak-3 / Як-3
駐機中のYak-3 (1944年撮影)
- 用途：戦闘機
- 分類：陸上戦闘機
- 設計者：ヤコヴレフ設計局
- 製造者：第292工場、第31工場
- 運用者

  -  ソビエト連邦
    - 赤軍防空軍[注 1]
    - 国土防空軍

  -  自由フランス空軍 （ノルマンディ・ニーメン）
  -  ポーランド空軍
  -  ユーゴスラヴィア空軍及び防空軍
- 初飛行：1943年2月28日 （Yak-1M）
- 生産数：4,848機[1]
- 生産開始：1944年
- 運用開始：1944年6月
- 退役：1952年（ソヴィエト連邦国土防空軍）
- 運用状況：退役

Yak-3（Yakovlev Yak-3 / Jak-3 ヤク3 / ロシア語:Як-3 ヤーク・トリー）は、ヤコヴレフ設計局が開発し、国土防空軍などで運用された戦闘機。
Yak-1の主翼を小型化し、空力的洗練や軽量化を行った低高度用の戦闘機。

## 概要

### 開発
元々Yak-3と言う名称は、1941年に開発されていたI-26（Yak-1の原型機）の火力強化型であるI-30に使われていたが、こちらは採用されることはなく開発中止となっている。
アントーノフ設計局の創始者であるオレーク・コンスターンチノヴィチ・アントーノフによって、1943年からYak-1の改良計画が開始された。この新しい機体はYak-1Mと命名され、主に軽量化と空力洗練に焦点を当てた改修が施された。主翼はそれまでより小型のものが採用され、胴体下部にある主冷却器や機首下部にあった滑油冷却器の位置の変更も行われた。各部装備の軽量化や燃料搭載量を減らした事もあり、試験では高い性能を発揮した。Yak-1Mは量産されることが決定し、開発中止により使用されていなかったYak-3の名称を再利用し正式に採用された。量産化に際しVK-105PFからVK-105PF2への換装が行われており、これにより性能は更に向上した。
Yak-3は低高度での上昇や加速に優れ、また操縦も容易なことから新米パイロットでも扱える優秀な機体であった。実戦においては最も優れたソ連戦闘機とも言われたほどの働きを残した。生産は、ロシアとウクライナで行われた。

### 装備
初期生産モデルの武装は12.7 mm UBS機銃1挺と20mm ShVAK機関砲1門であった。1944年8月からは火力強化としてUBS機銃が1挺増設された。後に武装の換装や大口径機関砲の搭載による火力強化が行われた機体がいくつか試作されたが、正式採用に至ったものは少ない。戦後の生産型では新型の20 mm機関砲であるB-20が搭載されている。これはそれまでのShVAK20 mm機関砲と同性能でありながら遥かに軽量であった。これにより戦後型では機首に多連装とすることが可能となり、大きな火力増強となった。
防弾装備としては、後方パイロット後部に64 mmの防弾ガラス、9 mm鋼板で作られた座席を備えており、翼内の燃料タンクは内装式の積層ゴムにより自動防漏タンクとなっていた。風防正面には防弾ガラスを備えていなかったが、その代わりに良好な視界が得られていた。
この頃には無線機は多くの機体に搭載されるようになっていたが、初期生産ロットでは送信機を備えた機体は2機に1機程度だった。これは後に改善されている。

### 派生型

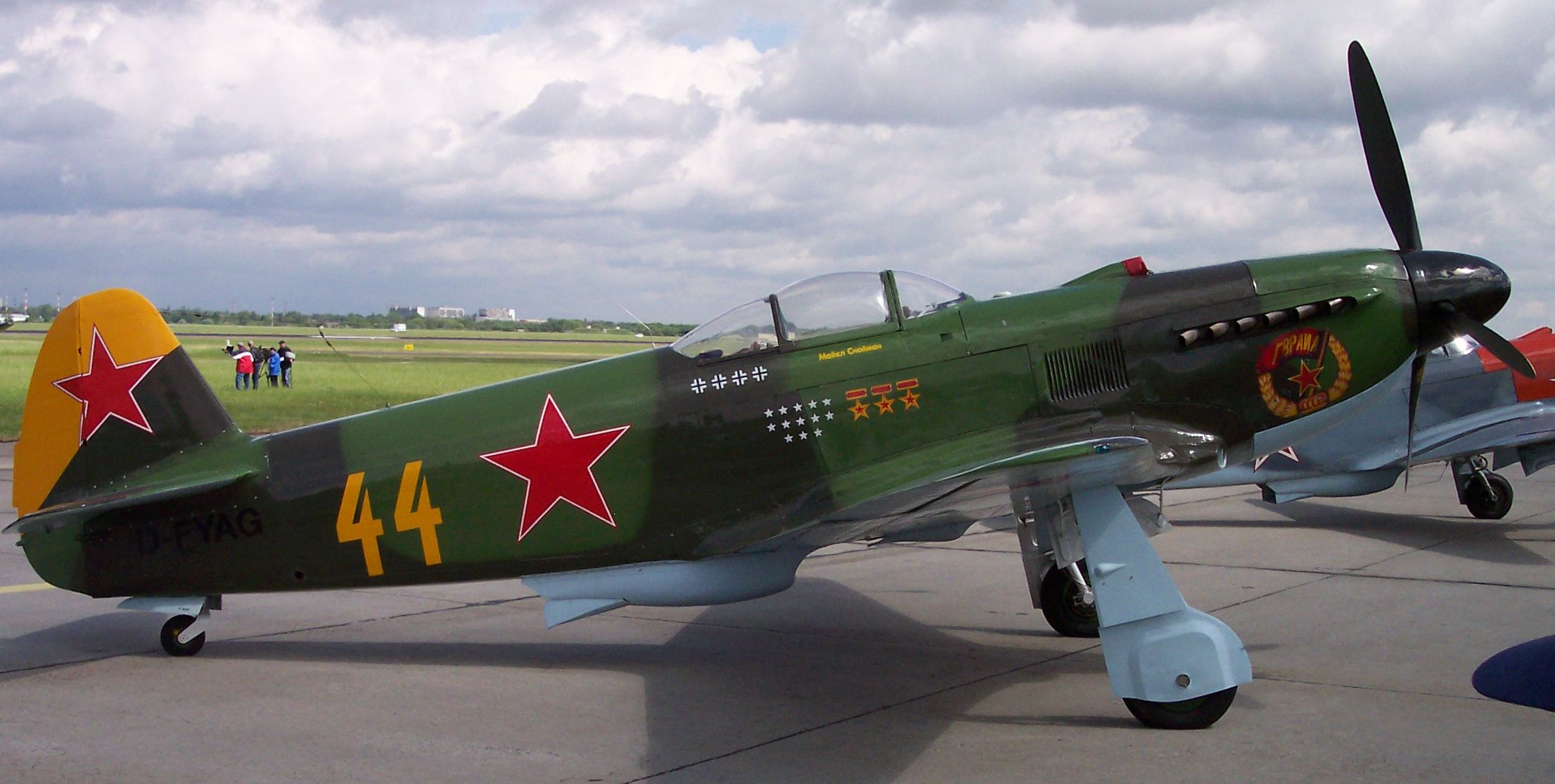
Yak-3M(オリジナル機とはエンジン周りや風防、降着装置が異なる)

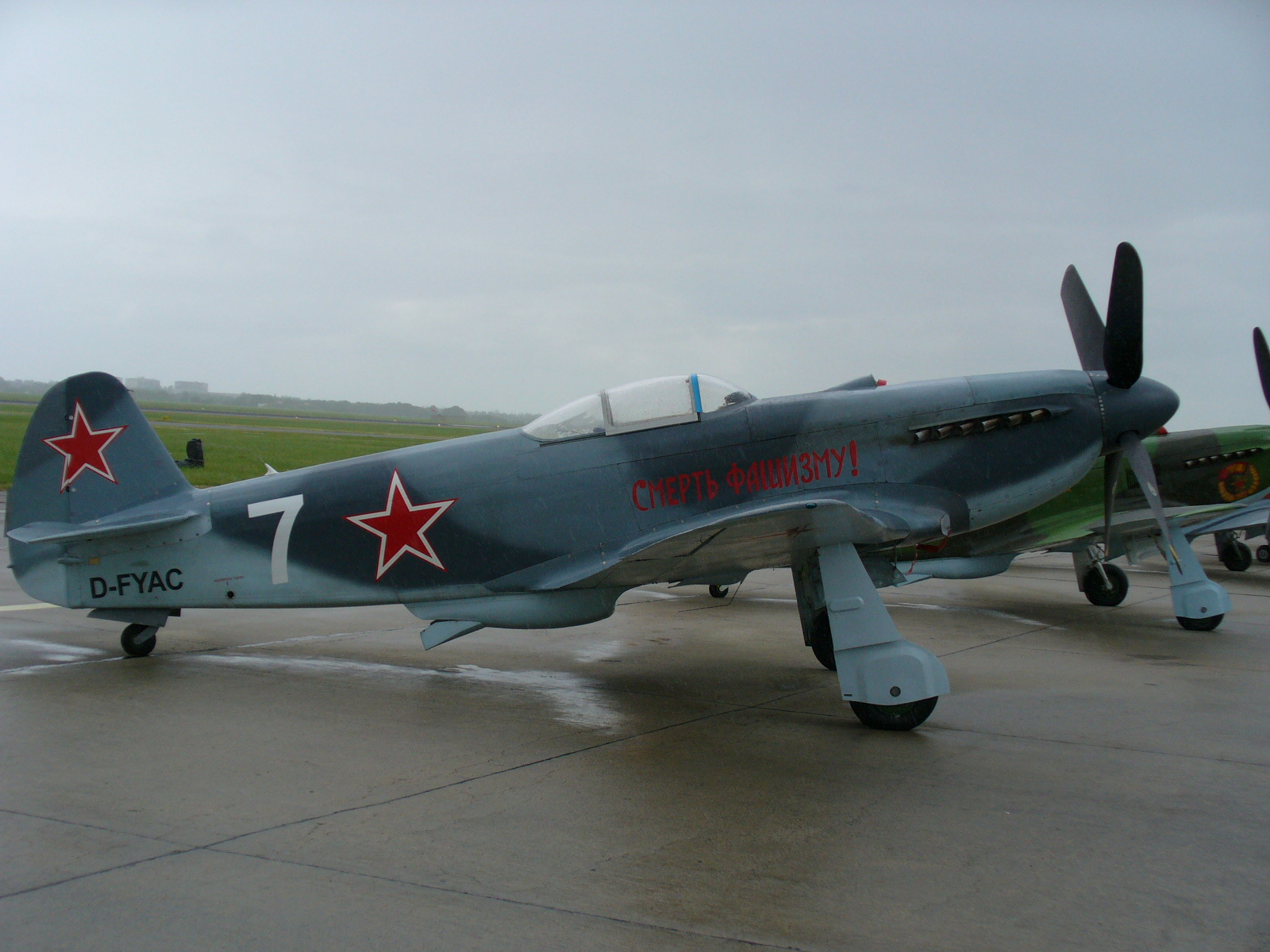
Yak-3M(オリジナル機とはエンジン回りや降着装置が異なる)

Yak-3 VK-107A (Як-3 ВК-107А)
設計段階で予定していたVK-107Aを実際に搭載したモデル。結局このエンジンはYak-3の機体には適さないとされ、少数が生産･配備されたに留まった。
Yak-3 VK-108 (Як-3 ВК-108)
さらに高出力なVK-108を搭載したモデル。非武装とし燃料を減らした状態での計測ではあったが、ソ連のレシプロ戦闘機で最速となる745 km/h（6,290 m）を記録した。
Yak-3K (Як-3К)
Yak-9Kと同様にNS-45機関砲を搭載した強化型。Yak-9の方がよいとされ量産はされなかった。1943年初飛行。
Yak-3T (Як-3Т)
新型の37 mmのN-37機関砲と20 mm機関砲各1門を搭載した火力強化型。N-37自体の信頼性が低かった為採用はされなかった。他の37 mm機関砲搭載機と同様コクピットの位置が40 cm後方に下げられている。1944年初飛行。
Yak-3U (Як-3У)
ASh-82FN空冷エンジンを搭載したモデル。La-7を上回る速度性能を発揮したが、大戦の勝利が見えていた事から採用されなかった。1945年5月12日初飛行。
Yak-3P (Як-3П)
戦後に開発されたモデル。新型のB-20機関砲を3門備えていた。火力が強化されたが、重量はむしろ軽減された。596機が生産された。
Yak-3PD (Як-3ПД)
M-105PDエンジンを搭載した高高度戦闘機化したもの。実用上昇限度は13,300 mにも達したが、与圧キャビンを備えておらず、また高高度戦闘機も必要とされる状況でなかった為採用されていない。1944年初飛行。
Yak-3RD (Як-3РД)
尾部にRD-1ロケットモーターを搭載したモデル。緊急時に加速が出来るようにしたもので、1945年5月11日の試験では高度7,800 mで782 km/hを記録した。武装はプロペラ軸内のNS-23のみ。1945年初飛行。
Yak-3UTI (Як-3УТИ)
複座の練習機型。のちエンジンを換装したYak-11へと発展した。
Yak-15 (Як-15)
Yak-3にRD-10(ドイツのユモ004の複製)を搭載したジェット戦闘機が戦後開発され、Yak-15として1946年4月24日に初飛行を行った。
Yak-3M (Як-3М)
1992年に初飛行を行った、Yak-3の復元再生産機。Yak-9UMに生産が移行するまでの間、数十機が生産された。アメリカ合衆国製のアリソン製V-1710レシプロエンジンを搭載している為、機首上部のラインが僅かに異なっている。

## スペック(Yak-3)
- 初飛行：1943年
- 翼幅：9.20 m
- 全長：8.50 m
- 全高：2.42 m
- 翼面積：14.85 m2
- 空虚重量：2123 kg
- 通常離陸重量：2692 kg

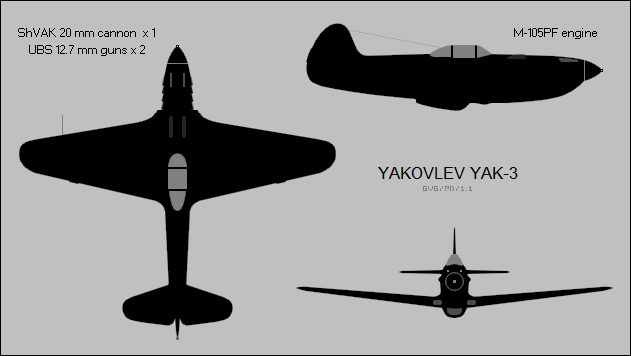
Yak-3

- 発動機：クリーモフ VK-105PF-2 液冷式レシプロエンジン ×1
- 出力：1240 馬力
- 最高速度(地表高度)：567 km/h
- 最高速度：646 km/h
- 実用航続距離：648 km
- 上昇力：1111 m/min
- 実用飛行上限高度：10400 m
- 乗員：1 名
- 武装：20 mm ShVAK機関砲 ×1(120発)、12.7 mm UBS機銃 ×2(各150発)

## 使用国
- ソ連
- フランス(ソ連軍のフランス人部隊)
- ユーゴスラヴィア
- ポーランド

## 現存する機体
- Yak-3Mは、1990年代にヤコヴレフ公社でヤコヴレフ氏の子である米国人、サーゲー・ヤーコヴレヴ氏（Sergey Yakovlev）の資金提供と同一の設計図面によって製造されたYak-3Uの現代生産機で、しばしば区別のためYAK-3やYAK-3Mと大文字で表される。型名末尾のMは英語で表すところの「Modern」である。この型は搭載エンジンによって以下のようにもう1つ型名がある。
  - Yak-3UA - アリソン社製V-1710エンジンを動力としたもの。
  - Yak-3UPW - P&W社製R-1830エンジンを動力としたもの。Yak-UR-1830とも記される。
  - Yak-3UR-2000 - P&W社製R-2000エンジンを動力としたもの。
- この他にも機体があるとされる。

| 型名                 | 番号          | 機体写真 | 所在地                              | 所有者                                                                          | 公開状況 | 状態       | 備考 |
| -------------------- | ------------- | -------- | ----------------------------------- | ------------------------------------------------------------------------------- | -------- | ---------- | --- |
| Yak-3                | 2530          |          | フランス セーヌ＝サン＝ドニ県       | ル・ブルジェ航空宇宙博物館                                                      | 公開     | 静態展示   | 現存する2機のうちの1機と説明されている。                                                                                |
| Yak-3                | YAF 2252 8545 |          | セルビア ベオグラード               | 航空博物館                                                                      | 公開     | 静態展示   | 世界で唯一保存されている機体と説明されている。                                                                          |
| Yak-3                | 115450123     |          | ロシア モスクワ州                   | ヴァディム・ザドロズヌイ技術博物館 (Technical Museum of Vadim Zadorozhny)       | 公開     | 静態展示   | 2013年まではミュージアム・オヴ・フライングにあった。                                                                    |
| Yak-3                | "12"          |          | ロシア モスクワ州                   | ヴァディム・ザドロズヌイ技術博物館                                              | 公開？   | 静態展示？ | 上記の115450123号機が博物館に移されるまで展示されていたが、現在は不明。現存する機体ではあると考えられている。           |
| Yak-3M Yak-3UA       | 02-03         | 写真     | イギリス ケント州                   | クリストファー・エドワード・ベルハウス氏 (Christopher Edward Bellhouse)         | 非公開   | 保管中     | |
| Yak-3M Yak-3UA       | 0172890       |          | フランス セーヌ＝マリティーム県     | ケヌ・ステファーヌ氏 (Canu Stephane)                                            | 非公開   | 飛行可能   | 旧塗装 |
| Yak-3M Yak-3UA       | 0470101       |          | アメリカ テキサス州                 | キャヴァナー飛行博物館                                                          | 公開     | 飛行可能   | 第二次世界大戦中にアフリカでフランスの亡命軍パイロットとしてYak-3に乗っていたルイ・デルフィーノ乗機の塗装がされている。 |
| Yak-3M Yak-3UA       | 0470102       | 写真     | アメリカ ネヴァダ州                 | 国際航空サーヴィス社 (International Air Services Inc Trustee)                   | 非公開   | 飛行可能   | |
| Yak-3M Yak-3UA       | 0470103       |          | アメリカ ヴァージニア州             | 軍事航空博物館                                                                  | 公開     | 飛行可能   | 旧塗装 |
| Yak-3M Yak-3UA       | 0470104       | 写真     | アメリカ カリフォルニア州           | 記念空軍南カリフォルニア支部                                                    | 公開     | 飛行可能   | |
| Yak-3M Yak-3UA       | 0470105       | 写真     | ドイツ バーデン＝ヴュルテンベルク州 | メイア・モータース社 (Meier Motors)                                             | 公開     | 飛行可能   | 胴体の中央部は1944年に製造された6500号機。この他にも光学照準器などのオリジナル部品が使用されている。                    |
| Yak-3M Yak-3UA       | 0470106       |          | ニュージーランド マールバラ地方     | ファイター・フライツ社                                                          | 公開     | 飛行可能   | |
| Yak-3M Yak-3UA       | 0470107       |          | イギリス ケンブリッジシャー州       | フライング・レジェンズ                                                          | 公開     | 飛行可能   | |
| Yak-3M Yak-3UA       | 0470108       |          | ロシア モスクワ市                   | 大祖国戦争中央博物館                                                            | 公開     | 静態展示   | |
| Yak-3M Yak-3UA       | 0470109       |          | ドイツ バーデン＝ヴュルテンベルク州 | フライト・トゥ・ファン (Flight for Fun)                                         | 非公開   | 飛行可能   | |
| Yak-3M Yak-3UA       | 0470110       |          | フランス アルプ＝マリティーム県     | ウィクストーム・ミシェル氏 (Wikstrom Michel)                                    | 非公開   | 飛行可能   | 現在は複座に改造されている。                                                                                            |
| Yak-3M Yak-3UA       | 0470202       |          | イギリス ウェストサセックス州       | ウィリアム・ハワード・グリーンウッド氏 (William Howard Greenwood)               | 非公開   | 飛行可能   | |
| Yak-3M Yak-3UA       | 0470204       | 写真     | ドイツ バーデン＝ヴュルテンベルク州 | メイア・モータース社                                                            | 公開     | 飛行可能   | |
| Yak-3M Yak-3UA       | 1701231       |          | ニュージーランド                    | ドーヴェイ航空コンサルティング社(Dovey Aviation Consulting Limited)             | 公開     | 飛行可能   | |
| Yak-3M Yak-3UA       | Y-337         |          | フランス パリ                       | パリ航空公団                                                                    | 公開     | 飛行可能   | |
| Yak-3M Yak-3UR-2000  | 001-3/2005    |          | ニュージーランド マールバラ地方     | マーク・ケヴィン・オ＝サリヴァン氏 (Mark Kevin O'Sullivan)                      | 非公開   | 飛行可能   | |
| レプリカ             |               |          | ウクライナ キエフ                   | ウクライナ国立航空博物館                                                        | 公開     | 静態展示   | 旧塗装 |
| (Yak-3UTI-PW) Yak-11 |               |          | フランス ランド県                   | マーケイデル・ジョージズ氏 (Mercadal Georges)                                   | 非公開   | 飛行可能   | |
| (Yak-3UR-2000) C-11  |               | 写真     | ポーランド ポトカルパチェ県         | マテウス・ストラマ氏 (Mateusz Strama) ピョートル・コワルスキ氏 (Piotr Kowalski) | 非公開   | 飛行可能   | |
| (Yak-3UA) C-11       |               |          | アメリカ カリフォルニア州           | プレインズ・オヴ・フェイム航空博物館                                            | 公開     | 飛行可能   | |